# 聖雅各之路

意象來自扇貝殼的聖雅各之路標誌

聖雅各之路或聖地牙哥朝聖之路（西班牙語：El Camino de Santiago）是前往天主教的聖地之一的西班牙北部城市圣地亚哥-德孔波斯特拉的朝聖之路。主要指從法國各地經由庇里牛斯山通往西班牙北部之道路，為聯合國教科文組織登錄的世界遺產，也是全世界僅有的兩處「巡禮路」世界遺產，另一處是日本的「紀伊山地的靈場和參拜道」，兩古道在1998年締結為姊妹道路。
聖地牙哥康波斯特拉有聖雅各（西班牙語稱為「聖地牙哥」）的遺骸，和羅馬、耶路撒冷並稱天主教三大朝聖地。